# Siguatepeque
Siguatepeque (uit het Nahuatl: "Berg van de vrouwen") is een stad en gemeente (gemeentecode 0318) in het departement Comayagua in Honduras.

## Ligging
Siguatepeque ligt aan de grote weg tussen Tegucigalpa (114 km) en San Pedro Sula (139 km). De stad ligt op een hoogvlakte, die omringd is door de bergketens Calenterique en Cordillera Montecillos. Hierop groeien veel pijnbomen.
Siguatepeque wordt weleens beschouwd als het geografische centrum van het Amerikaanse continent.

## Geschiedenis
Het gebied van het huidige Siguatepeque was bewoond door Lenca. Zij leefden in huizen van stro langs de beken Guique en Guaratoro, en op de hellingen van de Calanterique. Van hen zijn maalstenen, potten, pannen, versieringen en beelden gevonden. Op 7 december 1537 kwam Alonso de Cáceres op deze plaats aan. Rondom Siguatepeque liggen nog steeds Lenca-dorpen.
De Spanjaarden stichtten hier in 1689 een dorp rondom een centrum voor religieuze training.

## Economie
Door de gunstige ligging aan de weg tussen Tegucigalpa en San Pedro Sula is het een belangrijke overslagplaats voor landbouwproducten als maïs, bonen, koffie, suikerriet en fruit. Ook worden hier producten uit de veeteelt verhandeld.
Er zijn verschillende sweatshops. Verder worden er landbouwproducten verwerkt tot jam, leer, manden en kleding.

## Gebruiken
Een lokaal gerecht van Siguatepeque zijn de Alcitrones. Elk jaar wordt in april het Festival van de Pijnboom (Festival del Pino) gehouden.

## Bevolking
De bevolking is als volgt verdeeld:
| Vrouwen | 53.564 | 52,9% |
| Mannen  | 47.752 | 47,1% |

## Dorpen
De gemeente bestaat uit 29 dorpen (aldea), waarvan de grootste qua inwoneraantal: Siguatepeque (code 031801) en El Porvenir (031810).

## Klimaat
gematigd zeeklimaat (Cfa) klimaat en een subtropisch (Cwa). De temperatuur ligt tussen de 20°C en 25°C en de regenval tussen 1000 en 2000 mm per jaar.
Er zijn drie seizoenen:
- Regenseizoen: mei – november
- Koud seizoen: november – februari
- Droog seizoen: februari – mei